# هانس فيتز
هانس فيتز (بالألمانية: Hans Fitz)‏ هو كاتب سيناريو وممثل ألماني، ولد في 21 ديسمبر 1891 في نويشتات أن در أورلا في ألمانيا، وتوفي في 28 أكتوبر 1972 في كرايلينغ في ألمانيا. من الجوائز التي نالها جائزة الشاعرة البافارية ‏ سنة 1970.

## جوائز
- جائزة الشاعرة البافارية [الإنجليزية]‏ (1970)

## وصلات خارجية
- هانس فيتز على موقع IMDb (الإنجليزية)
- هانس فيتز على موقع ميوزك برينز (الإنجليزية)
- هانس فيتز على موقع أول موفي (الإنجليزية)
- هانس فيتز على موقع قاعدة بيانات الفيلم (الإنجليزية)
- هانس فيتز على موقع كينوبويسك (الروسية)